# Карін Кнайсль
Ка́рін Кнайсль (нім. Karin Kneissl; нар. 18 січня 1965, Відень, Австрія) — австрійська проросійська політикиня, дипломатка і журналістка, колишня міністерка закордонних справ Австрії (2017—2019).

## Біографія
Народилася 18 січня 1965 року у Відні, але частину дитинства провела в Аммані (Йорданія), де її батько був особистим пілотом короля Хусейна, а мати — працювала стюардесою.
У Віденському університеті вивчала право і близькосхідні мови, продовжила освіту в Єврейському університеті Єрусалиму і в університеті Йорданії, захистила докторську дисертацію на тему про співвідношення міжнародного права і концепції кордонів на Близькому Сході. З 1989 по 1999 рік працювала в Міністерстві закордонних справ Австрії, потім стала журналістом і дослідником, експертом в проблемах Близького Сходу, проявляючи критичне ставлення і до сіонізму, і до політичного ісламу.
В 2005—2010 роках була радником у Зайберсдорфі від Австрійської народної партії
.
Призначена віце-президентом мозкового центру STRATEG
і членом наглядової ради «Wiener Städtische Versicherung»,
що є складовою Vienna Insurance Group.
У грудні 2017 року, за рекомендацією Партії свободи Австрії, обійняла посаду міністра закордонних справ в уряді Себастьяна Курца. Продовжувала обіймати цю посаду в травні 2019 року, тоді як інші міністри FPÖ були звільнені. Проте у червні 2019 року вона залишила посаду разом з усім Урядом.
З 2020 року працювала блогером в Russia Today.
З червня 2021 року по травень 2022 року була членом наглядової ради російської нафтової компанії «Роснафта».
Влітку 2022 року покинула Австрію через постійні погрози. Повідомлялося, що вона проживала в Лівані.
У серпні 2023 року стало відомо, що Карін Кнайсль була запрошена для співпраці в центрі G.O.R.K.I. («Геополітична обсерваторія з ключових проблем розвитку Росії») при Санкт-Петербурзькому державному університеті, де вона обіймає посаду керівника. Також, агентство ТАСС повідомило, що кілька тижнів Карін Кнайсль мешкає в орендованому будинку в селі Петрушово Рязанської області (РФ), куди вона приїхала після Петербурзького міжнародного економічного форуму (ПМЕФ).

## Цікаві факти
До вступу в шлюб мешкала в Зайберсдорфі поблизу Відня (Австрія), де вела невелике фермерське господарство. 18 серпня 2018 року відбулося весілля Кнайсль з бізнесменом Вольфгангом Майлінгером, на яке наречена запросила, як гостя, Володимира Путіна. Він подарував парі картину з сільськими мотивами, старовинну масловижималку і тульський самовар, виголосив тост німецькою мовою і потанцював з нареченою.